# Alain Rémond
Pour les articles homonymes, voir Rémond.
Pour l’article ayant un titre homophone, voir Alain Raymond.
 (février 2025).
Alain Rémond est un chroniqueur français né le 15 novembre 1946 à Mortain (Manche).

## Parcours
Alain Rémond naît dans une famille bretonne de dix enfants. Cette enfance difficile lui inspirera par la suite une série de romans autobiographiques.
Après des études de théologie, il devient professeur d’audiovisuel, puis critique de cinéma.
Alain Rémond entre en 1973 comme journaliste à Télérama. Rédacteur en chef adjoint à Paris-Hebdo en 1979, il rejoint Les Nouvelles Littéraires en 1980.
C’est à lui que l’on doit la création, en 1981, de la rubrique « Mon Œil » de Télérama, dont il deviendra rédacteur en chef jusqu'en 2002.
Alain Rémond a par ailleurs participé pendant six ans à l'émission Arrêt sur images, diffusée sur France 5.
Jusqu'en 2013, il a rédigé toutes les semaines une chronique dans Marianne et un billet chaque jour dans La Croix.

## Style d'écriture
Le style d'Alain Rémond varie selon le type d'œuvre écrite. On peut tenter de le classer ainsi :
- tout d'abord, plusieurs de ses romans ont pour sujet ses idoles. Ainsi Les Chemins de Bob Dylan et Montand ont été publiés respectivement en 1971 et en 1977. Ses autres livres sont généralement des fictions, rédigées dans un style plutôt humoristique ;
- ensuite, il a raconté sa jeunesse dans des romans devenus de grands succès d'éditions (Chaque jour est un adieu, Un jeune homme est passé, Comme une chanson dans la nuit). Il vécut à Trans-la-Forêt en Ille-et-Vilaine à 15 km du Mont-Saint-Michel. Son père était chef cantonnier à la DDE, il côtoyait là-bas les enfants d'un employé de la DDE dont la famille comptait 11 enfants ; parmi les cantonniers il y avait un ancien de l'Armée Leclerc qui combattit à Bir Hakeim ;
- il a écrit par ailleurs plusieurs livres de réflexion sur l'école ou la religion. Un de ses oncles était recteur (curé), et lui-même a passé quatre ans au séminaire ;
- enfin, ses différents billets et chroniques constituent une grande partie de son œuvre. Dans ceux-ci, il emploie un style reconnaissable, cherchant à susciter le rire ou le sourire, tirant à la ligne, et dans lequel il décline ses sujets de prédilection : la supposée malveillance d'objets domestiques comme les cintres notamment, l'incongruité burlesque du langage administratif ou technologique ou encore le comportement des personnes dans les files d'attente, les trains ou les cinémas.